# ムスアブ・アブートーハ
ムスアブ・アブートーハ（アラビア語: مصعب أبو توهة、Mosab Abu Toha, 1992年11月17日 - ）は、ガザ地区出身のパレスチナの詩人、学者、図書館司書である。
彼の最初の詩集『君が見つけるかもしれない耳の奥に隠されたもの』 (2022年) は、パレスチナ図書賞とアメリカン・ブック・アワードを受賞した。また同書は全米批評家協会賞とウォルコット詩賞の最終候補にもなっている。2025年には、ガザのジェノサイドの記録が評価され、ピューリッツァー賞論説部門を受賞した。

## 青年時代
アブートーハは1992年、オスロ合意調印の直前にシャーティ難民キャンプで生まれた。彼はガザ・イスラーム大学で英語を専攻した。2017年、彼はベイト・ラヒア（ベイト・ラーヒヤ）に英語の公共図書館であるエドワード・サイード図書館を創設し、2019年にはガザに2つ目の分館を開設した。
2023年、彼は米国シラキュース大学で詩学の修士 (芸術)を取得した。

## 経歴
アブートーハはガザの国際連合パレスチナ難民救済事業機関 (UNRWA) の学校で2016年から2019年まで英語を教え、エドワード・サイード図書館を創設したが、それはガザで唯一の英語図書館だった。2019年から2020年にかけて彼はスカラーズ・アット・リスクの研究員としてハーバード大学に滞在し、比較文学科の研究員となり、ホートン図書館の司書を務め、ハーバード神学校のフェローでもあった。このときの体験をアブートーハは「27歳になるまでガザ地区から出たことがなく、自国に空港というものがなく、港湾もなく、上空のドローンの音や戦車の爆撃音が鳴り止むこともなかったという私自身の体験が、自分の創造的な文章能力を発掘する探求につながったのだと思います」と語っている。
アブートーハはアスコルド・メルニチュクが創刊した『Arrowsmith Press』のコラムニストであり、ガザから『ネイション』『リテラリー・ハブ』『ニューヨーク・タイムズ』、そして『ザ・ニューヨーカー』に寄稿している。
彼の詩はポエトリー・ファウンデーションのウェブサイトから公開されており、また『ポエトリー (雑誌)』『バニパル』『Solstice』『Markaz Review』『ザ・ニュー・アラブ』『Peripheries』『ニューヨーク・レビュー・オブ・ブックス』『ザ・ニューヨーカー』『アトランティック』などの出版物に掲載されている。
2022年、彼は最初の詩集『君が見つけるかもしれない耳の奥に隠されたもの』をシティライツ書店から出版した。これはパレスチナ図書賞とアメリカン・ブック・アワードを受賞した。また全米批評家協会賞とウォルコット詩賞の最終候補にもなった。『ニューヨーク・タイムス』は「アブートーハの熟達したデビュー作は政治的暴力と自然の美しさの対比の風景である」と評した。全米批評家協会のジェイコブ・M・アペルは「アブートーハの作品が強く響くのは、特別なものに対する彼の才能である。一般化を避けて、彼は多くの困難な人々に注目している」と書いた。
2023年、アブートーハはスカラーズ・アット・リスクのネットワークを通じ、シラキューズ大学の訪問教授に招聘された。彼はカイロ・アメリカン大学で2024年春学期の間、指導者兼作家としてカイロに滞在している。

## 2023年イスラエルによるガザ爆撃
2023年10月アブートーハと妻と子どもたちは、イスラエルがベイト・ラヒアを爆撃すると警告したので、ベイト・ラヒアの自宅からジャバーリヤ難民キャンプへ避難した。11月6日の『ニューヨーカー』の記事にアブートーハは、自転車でベイト・ラヒアに向かい自宅の蔵書をいくらかでも救おうと試みた、と書いている。しかしながら、自宅とその周辺は破壊されていた。イスラエルはその後ジャバーリヤも爆撃し、それは彼らの場所の70メートル先の地点であった。
ムスアブ・アブートーハは、2023年12月7日にイスラエルの空爆で亡くなったリファアト・アルアリイールの親しい友人であった。アブートーハはアルアリイールと一緒にイチゴを摘んだり、キャンパスで冗談を言い合ったりした思い出を語り彼を偲んでいる。2024年1月22日、エイミー・グッドマンは彼に、アルアリイールの存在意義とその死因について尋ねた。彼はまずリファアトの死は特別なものでなく、その時も彼の遺体は瓦礫の下にある、と語った。また「リファアトはいつも私たちの文学作品について話を聞いてくれたことを覚えておきたい。彼はいつもシェークスピアのソネット集やジョン・ダンの詩を読むのが好きだった。彼はジョン・ダンの熱烈なファンだった。リファアトは…イチゴ畑で一緒にイチゴを摘み、冗談を言い合った大切な友人だということを忘れずにいたい。リファアトは死を望んではいなかった」とも語った。

### 避難中のイスラエル軍による拘留
2023年11月19日、アブートーハは家族と共にガザ地区から逃れるためにラファ検問所へ向かう途中、イスラエル国防軍に拘留された。当時の報道ではそれが彼の著名な著作によるとされていた。彼はアメリカ当局から、彼の3歳の息子がアメリカの市民権を持っているので彼と家族は検問所を通過してエジプトに逃れることができる、と聞かされていた。イスラエル軍は彼がガザ北部から南部へ移動しようとしていたとして彼を拘束した。彼ら一家は避難の許可を得ていた。
パレスチナ系カナダ人弁護士のダイアナ・バトゥによると、アブートーハはアメリカ大使館から呼び出されていた。アブートーハの妻の言葉としてバトゥは『タイム』に伝えている。「彼は息子を下すように強要された。彼らは皆両手を上に挙げて歩くように告げられた。彼は手を上に挙げた…（彼と）周りの200人近くはこの列から連れ出され拘束された。それ以来消息はわからない」。イスラエル軍は『ワシントン・ポスト』に対し、彼らの逮捕の理由は調査中と語った。
『ザ・ニューヨーカー』電子版編集者のマイケル・ルオは、11月20日にアブートーハが「逮捕」されたと確証した。言論の自由を求める米国ペンクラブは彼の保護を求め、国際ペンクラブはアブートーハの状況に関する情報を求めた。
11月21日、報道番組「デモクラシー・ナウ!」はバトゥの声明によるとして、アブートーハがネゲヴにあるイスラエルの拘置所に連行され殴打の後に釈放されたと伝えた。彼は負傷により病院へ運ばれた。彼のインスタグラムのアカウントによると、現在彼は家族と共にエジプトのカイロにいる。
『ザ・ニューヨーカー』の2024年の記事に、アブートーハはニューヨークのシラキュースへ移ったことと、空港での二次検査およびFBI捜査官の訪問など、拘留が長引いた影響について書いている。

## 著作
- Things You May Find Hidden in My Ear: Poems from Gaza. City Lights Publishers. (2022). ISBN 9780872868601. OCLC 1267386450 (君が見つけるかもしれない耳の奥に隠されたもの)[30]
- Forest of Noise. Knopf. (2024). ISBN 9780593803974